# Que souffle la romance
Pour plus de détails, voir Fiche technique et Distribution.
Que souffle la romance (Single All the Way, litt. « Complètement Célibataire ») est un film américain réalisé par Michael Mayer et sorti en 2021.
Il s'agit de la première comédie romantique gay produite par Netflix,. Quant au titre original, il s'agit du jeu de mots sur l'extrait du chant de Noël traditionnel Jingle Bells, autrement dit Vive le vent en français, dont le refrain chante Jingle bells, jingle bells, jingle all the way!.

## Synopsis
Peter (Michael Urie) est célibataire depuis un bon moment, et sa famille le plaint à chaque année de Noël. Pour en finir, il demande à son meilleur ami, Nick (Philemon Chambers), de l'accompagner pour les fêtes traditionnelles chez ses parents, en faisant passer pour un couple. Une fois arrivés, le plan s'échoue : sa mère, Carole (Kathy Najimy), lui a arrangé un rencard avec James (Luke Macfarlane), le charmant coach sportif. Tout ceci va bouleverser la réunion familiale…

## Fiche technique
Sauf indication contraire, les informations mentionnées dans cette section peuvent être confirmées par la base de données cinématographiques IMDb,  présente dans la section « Liens externes ».
- Titre original : Single All the Way
- Titre français et québécois[3] : Que souffle la romance
- Réalisation : Michael Mayer (en)
- Scénario : Chad Hodge
- Musique : Anton Sanko
- Décors : Guy Lalande
- Costumes : Véronique Marchessault
- Photographie : Eric Cayla
- Montage : Adriaan van Zyl
- Production : Joel S. Rice
- Production déléguée : Chad Hodge et Michael Mayer
- Société de production : Muse Entertainment Enterprises
- Sociétés de distribution : Netflix
- Pays de production :  États-Unis
- Langue originale : anglais
- Format : couleur - Dolby Digital
- Genre : comédie, drame, romance
- Durée : 99 minutes
- Date de sortie :
  - Monde : 2 décembre 2021 (Netflix)

## Distribution
- Michael Urie (VF : Adrien Larmande) : Peter
- Philemon Chambers (VF : Jonathan Amram) : Nick
- Luke Macfarlane (VF : Valentin Merlet) : James
- Kathy Najimy (VF : Véronique Augereau) : Carole
- Jennifer Robertson (VF : Laurence Dourlens) : Lisa
- Jennifer Coolidge (VF : Daria Levannier) : tante Sandy
- Barry Bostwick (VF : Michel Dodane) : Harold
- Stefano DiMatteo (VF : Guillaume Orsat) : Tony
- Madison Brydges : Daniella (VF : Charlotte Hervieux)
- Dan Finnerty : Kevin
- Alexandra Beaton : Sofia
- Max Emerson : Maxisms
- Adam Capriolo : Adam Prescott
- Christina Filippidis : Mlle Claus
- Christopher Hayes : Phillip

 Source et légende : version française (VF) sur RS Doublage

## Production

### Développement
Le 23 mars 2021, on apprend que Netflix va produire une comédie romantique gay, sous la direction de Michael Mayer (en),. En début décembre, il s'avère que le scénariste Chad Hodge a créé le personnage de tante Sandy avec Jennifer Coolidge.

### Distribution des rôles
En mars 2021, on révèle les noms des acteurs principaux Michael Urie, Philemon Chambers et Luke MacFarlane, aux côtés Barry Bostwick, Jennifer Robertson, Jennifer Coolidge et Kathy Najimy,.

### Tournage
Le tournage commence en fin mars 2021, au Studio MTL Grandé dans le quartier Pointe-Saint-Charles à Montréal, ainsi qu'à Pointe-Claire, pour la maison familiale dans l'agglomération de Montréal, et à Sainte-Agathe-des-Monts au Québec, pour la transformer en une « petite ville des États-Unis ». Il devait s'achever en mai.

### Musique
La musique du film est composée par Anton Sanko, ayant déjà travaillé avec le réalisateur Michael Mayer pour son film The Seagull (2018). La chanson Single All the Way est interprétée par Dan Finnerty (du groupe The Dan Band), co-écrit par lui-même avec David Wilder et qui apparaît également dans le film, et sortie par Maisie Music Publishing, en décembre 2021.
Liste des pistes
- Not Tonight Santa, de Girls Aloud
- I Hope You Have a Horrible Christmas, d'Angela Sheik
- Jingle Bells, de Sugar and The Hi Lows
- Jingle Bells, de Matthew Moore et les Studio Musicians
- Christmas All the Time, d'Explosive Ear Candy
- Happy Holiday / The Holiday Season, de The Manhattan Transfer
- So Caught Up, de Tom Linden
- 110 Degrees, de Gregory James Warner
- O Christmas Tree, de Tamara Miller et les Studio Musicians
- The First Noel, de Natalie Taylor
- Joy to the World, de Whitney Houston (avec The Georgia Mass Choir)
- Auld Land Syne Big Band, de Palisades Big Bang
- My Only Wish (This Year), de Britney Spears
- Christmas in the City, de Bombay Beach Revival
- Mrs Claus, de Dan Finnerty
- Wicked Christmas, de Vasco, Jake Shillingford, Nicholas Evans et les Studio Musicians
- The Christmas Waltz, de Nancy Wilson
- Single All the Way, de Dan Finnerty

## Accueil
La bande annonce est dévoilée en octobre 2021. Le film sort le  2 décembre 2021 sur Netflix.